# 12448 Mr. Tompkins
12448 Mr. Tompkins eller 1996 XW18 är en asteroid i huvudbältet som upptäcktes den 12 december 1996 av de båda tjeckiska astronomerna Miloš Tichý och Zdeněk Moravec vid Kleť-observatoriet. Den är uppkallad efter den fiktiva karaktären Mr. Tompkins, skapad av George Gamow.
Den tillhör asteroidgruppen Vesta.